# Nedavić
Nedavić (cyr. Недавић) – wieś w Bośni i Hercegowinie, w Republice Serbskiej, w gminie Kalinovik. W 2013 roku liczyła 12 mieszkańców.